# 다카기 도시유키
다카기 도시유키(일본어: 高木 俊幸, 1991년 5월 25일 ~ )는 일본의 축구 선수이다.
그의 아버지는 일본의 전 야구 선수인 다카기 유타카이고 남동생들은 같은 축구 선수로 뛰고 있는 다카기 요시아키와 다카기 다이스케이다.

## 구단 경력
그는 2009년부터 2024년까지 J리그의 도쿄 베르디, 시미즈 에스펄스, 우라와 레즈, 세레소 오사카, 제프 유나이티드 지바에서 활동하였다.